# Кірханшерінг
Кірханшерінг (нім. Kirchanschöring) — громада в Німеччині, розташована в землі Баварія. Підпорядковується адміністративному округу Верхня Баварія. Входить до складу району Траунштайн.
Площа — 25,23 км2. Населення становить 3351 ос. (станом на 31 грудня 2020).